# Le Sap-André
Le Sap-André är en kommun i departementet Orne i regionen Normandie i nordvästra Frankrike. Kommunen ligger i kantonen Gacé som tillhör arrondissementet Argentan. År 2022 hade Le Sap-André 125 invånare.

## Befolkningsutveckling
Antalet invånare i kommunen Le Sap-André
| Referens: INSEE |